# Alexandr Dolgopolov
Alexandr Dolgopolov, Olexandr Dolhopolov ukrajinsky Долгополов Олександр Олександрович (* 7. listopadu 1988, Kyjev, Ukrajina, tehdy Sovětský svaz) je bývalý ukrajinský profesionální tenista. Ve své dosavadní kariéře vyhrál na okruhu ATP World Tour jeden turnaj ve čtyřhře, a to společně s Xavierem Malissem v Indian Wells 2011 ze série Masters. Na turnajích typu Challenger zaznamenal pět vítězství ve dvouhře. Jeho nejvyšším umístěním na žebříčku ATP ve dvouhře bylo 13. místo (16. leden 2012) a ve čtyřhře 42. místo (duben 2011).
Své původní křestní jméno Olexandr si upravil na formu Alexandr v květnu 2010. Jeho otec Olexandr Dolgopolov starší je bývalý tenista.

## Davis Cup
K dubnu 2011 odehrál za Ukrajinu v Davis Cupu dva zápasy, v roce 2006 nastoupil v Oděse proti Spojenému království, když prohrál s Andym Murrayem 3–6, 4–6, 2–6 a v roce 2007 nestačil na Alexandrose Jakupoviće v utkání s Řeckem výsledkem 6–7(3), 3–6, 5–7. Po ukrajinském tenisovém svazu požaduje za účast v poháru bonusy. 13. března 2011 prohlásil, že chce reprezentovat Ukrajinu, ale pouze tehdy, pokud se změní vedení národního tenisového svazu. Na konci ledna 2011 připustil, že by mohl změnit občanství. Prezident ukrajinského tenisového svazu Vadim Šulman reagoval v únoru 2011 tím, že se domnívá, že Dolgopolov mystifikuje a vydírá tenisový svaz.

## US Open 2017
V druhém kole US Open 2017 porazil Dolgopolov českého tenistu Tomáše Berdycha 3 : 1 na sety.

## Finálové účasti na turnajích ATP World Tour a challlengerech
| Legenda            |
| Grand Slam         |
| Tennis Masters Cup |
| ATP Masters Series |
| Olympijské hry     |
| ATP Tour 500       |
| ATP Tour 250       |
| Challenger         |

### Dvouhra

#### Vítěz (5)
| Č. | Datum | Turnaj    | Povrch | Soupeř ve finále      | Výsledek    |
| 1. | 2007  | Sassuolo  | antuka | Héctor Ruiz Cárdenas  | 6:1, 6:4    |
| 2. | 2009  | Orbetello | antuka | Pablo Andújar         | 6:4, 6:2    |
| 3. | 2009  | Como      | antuka | Juan Martín Aranguren | 7:5, 7:6(5) |
| 4. | 2009  | Trnawa    | antuka | Lamine Ouahab         | 6:2, 6:2    |
| 5. | 2010  | Meknes    | antuka | Rui Machado           | 7:5, 6:2    |

#### Finalista (1)
| Č. | Datum          | Turnaj          | Povrch | Soupeř ve finále | Výsledek    |
| 1. | 12. února 2011 | Costa do Sauipe | antuka | Nicolás Almagro  | 3:6, 6:7(3) |

### Čtyřhra

#### Vítěz (1)
| Č. | Datum           | Turnaj       | Povrch | Spoluhráč      | Soupeři ve finále                | Výsledek          |
| 1. | 19. března 2011 | Indian Wells | tvrdý  | Xavier Malisse | Roger Federer Stanislas Wawrinka | 6:4, 6:7(5), 10-7 |

## Mimosportovní život
V době začátku ruské invaze na Ukrajinu v únoru 2022 byl v Turecku. Absolvoval tam rychle týdenní základní střelecký výcvik a následně se vrátil na Ukrajinu do Kyjeva, aby obdobně jako další ukrajinští sportovci bránil rodnou zemi proti ruské agresi.